# صحرای استرالیا

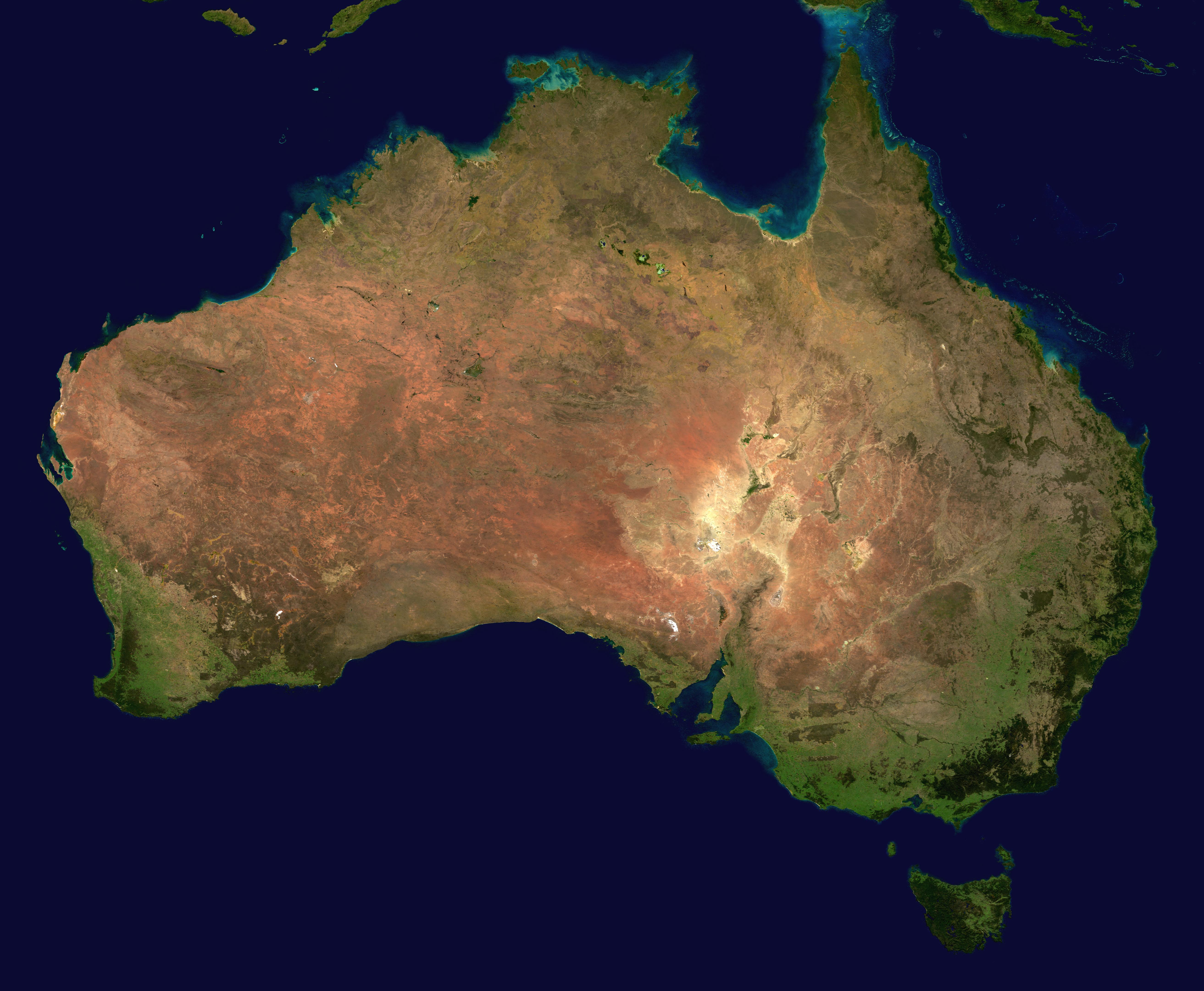
دید ماهواره‌ای از استرالیا. مناطق داخلی، به رنگ قهوه‌ای و زرد در این تصویر عمدتاْ به عنوان آوت‌بک شناخته می‌شوند.

در استرالیا به مناطق حومه و حاشیه شهرهای بزرگ و ساحلی کشور «بیشه‌زار» (the bush) گفته می‌شود و به کل مناطق بیابانی و دورافتاده پشت محدوده بیشه‌زارها، صحرا یا به اصلاح محلی آوت‌بَک (Outback) گفته می‌شود. منظور از واژه آوت‌بک، منطقه واقع در پشت نواحی بیرون شهر یعنی داخله کشور است.

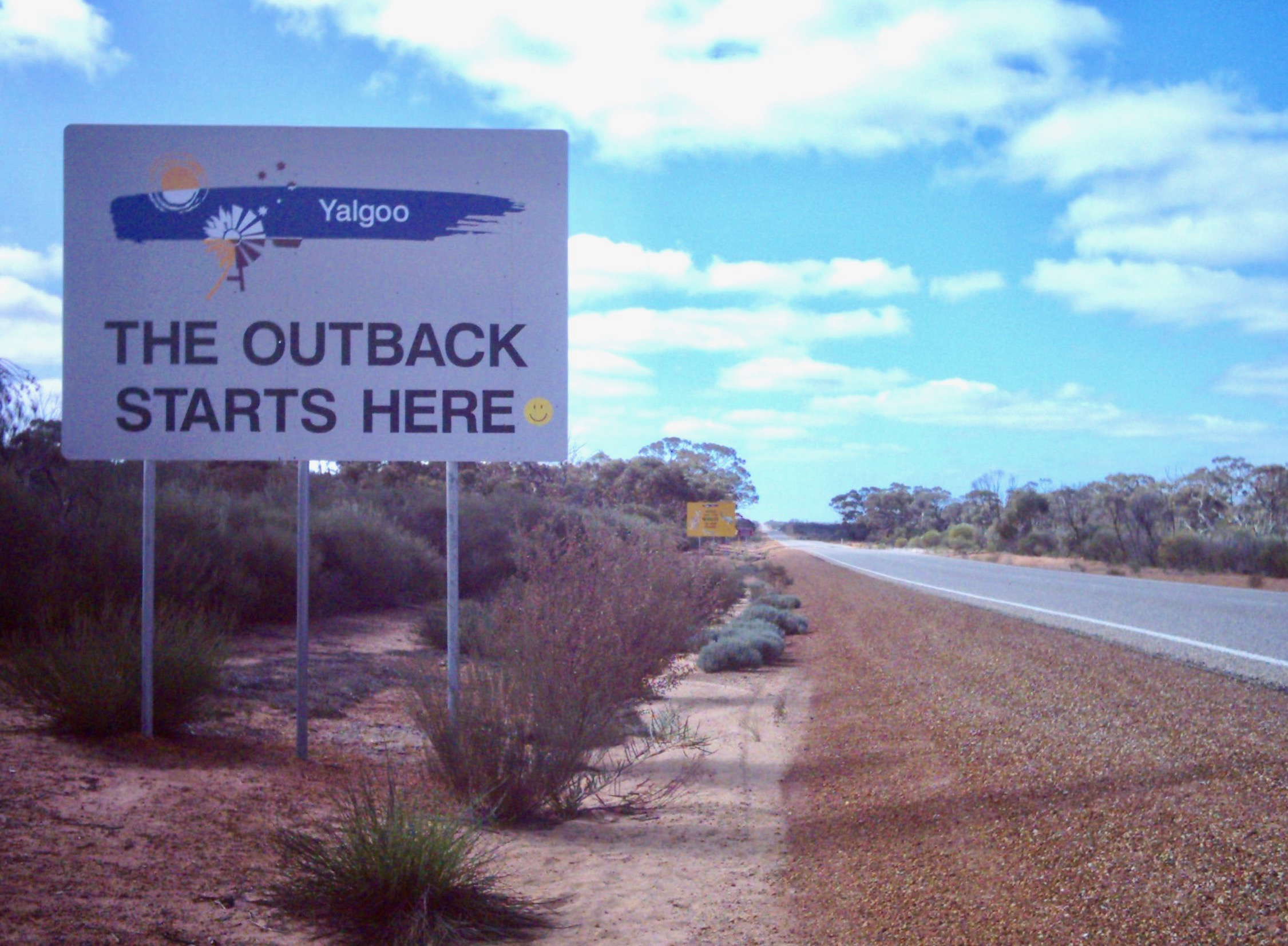
تابلو ورود به آوت‌بک.

صحرای استرالیا (آوت‌بک) منطقه بسیار گسترده‌ای است که از شمال تا جنوب سواحل استرالیا امتداد پیدا می‌کند. آوت‌بک تقریباً سه چهارم مساحت استرالیا را در بر می‌گیرد و عمدتاً در قلمرو شمالی، استرالیای غربی و بخش‌هایی از ایالت‌های کوئینزلند، نیوساوت ولز و استرالیای جنوبی گسترش دارد. آوت‌بک شامل تعدادی از مناطق آب و هوایی مختلف است. بخش‌های بزرگی از آوت‌بک در استرالیای غربی سخت‌گذر و غیرقابل دسترسی هستند. در این ناحیه گاه سال‌ها بارشی رخ نمی‌دهد، در حالی که در تابستان دمای هوا بالاتر از ۵۰ درجه سانتی‌گراد است. از طرف دیگر، منطقه آوت‌بک کوئینزلند تا حدودی از جنگل‌های بارانی گرمسیری تشکیل شده است.
گرم‌دشت‌های شمال استرالیا که بخشی از آوت‌بک هستند بزرگ‌ترین ناحیه گرم‌دشتی دست‌نخورده در جهان است
کوه صخره‌ای قرمزرنگ اولورو که برای بومیان مقدس است و پارک ملی اولورا کاتا جوتا از دیدنی‌های مشهور صحرای استرالیا هستند. پارک ملی کاکادو نیز از دیدنی‌های مندرج در فهرست میراث جهانی یونسکو در آوت‌بک است.
راه‌آهن سراسری استرالیا از حاشیه جنوبی آوت‌بک می‌گذرد. این خط آهن در محدوده دشت نولاربور (دشت بی‌درخت) که بیابانی دورافتاده و خالی از سکنه است طولانی‌ترین مسیر مستقیم‌الخط را در میان راه‌آهن‌های جهان می‌سازد. تنها ایستگاه مسافری این مسیر در محدوده دشت نولاربور روستایی است به نام کوک که چهار نفر جمعیت دارد.

## برخی ویژگی‌های صحرای استرالیا
- در این ناحیه فقط چند جاده آسفالته وجود دارد. مزارع (ایستگاه‌ها) اغلب در کنار مسیرهای شنی واقع شده‌اند که تنها با وسایل نقلیه صحرایی قابل دسترسی هستند. مزارع زیادی در آوت‌بک هستند که برای مثال ۸۰ کیلومتر از جاده آسفالته فاصله دارند.
- اغلب مزارع آوت‌بک تا اندازه زیادی خودکفا هستند و صاحبان آنها می‌توانند هفته‌ها بدون سر زدن به سوپرمارکت سر کنند.
- شهرک‌های دارای چند خانه، پمپ بنزین، سوپرمارکت، گاراژ، بانک و رستوران صدها کیلومتر از هم فاصله دارند.
- کودکان از طریق رادیو (مدرسه رادیویی) و اینترنت آموزش از راه دور دریافت می‌کنند.
- در صورت بروز بیماری‌ها و تصادفات جدی، کمک به اهالی این نواحی از سوی سرویس سلطنتی پزشکان پروازی استرالیا انجام می‌گیرد.
- از سال ۱۸۵۸ از افغانستان و خاورمیانه شتر و ساربانانی چند به آوت‌بک آورده شدند. این ساربانان نقشی اساسی در باز کردن راه ساکنان اروپایی‌تبار استرالیا به آوت‌بک و ایجاد زیرساخت در این منطقه داشتند[۵] اما پس از آن با تبعیض قومی و نژادی زیادی روبه‌رو شدند.[۶] امروزه بخشی از شترها در مزارع و بخشی دیگر به صورت وحشی زندگی می‌کنند.

## ساکنان

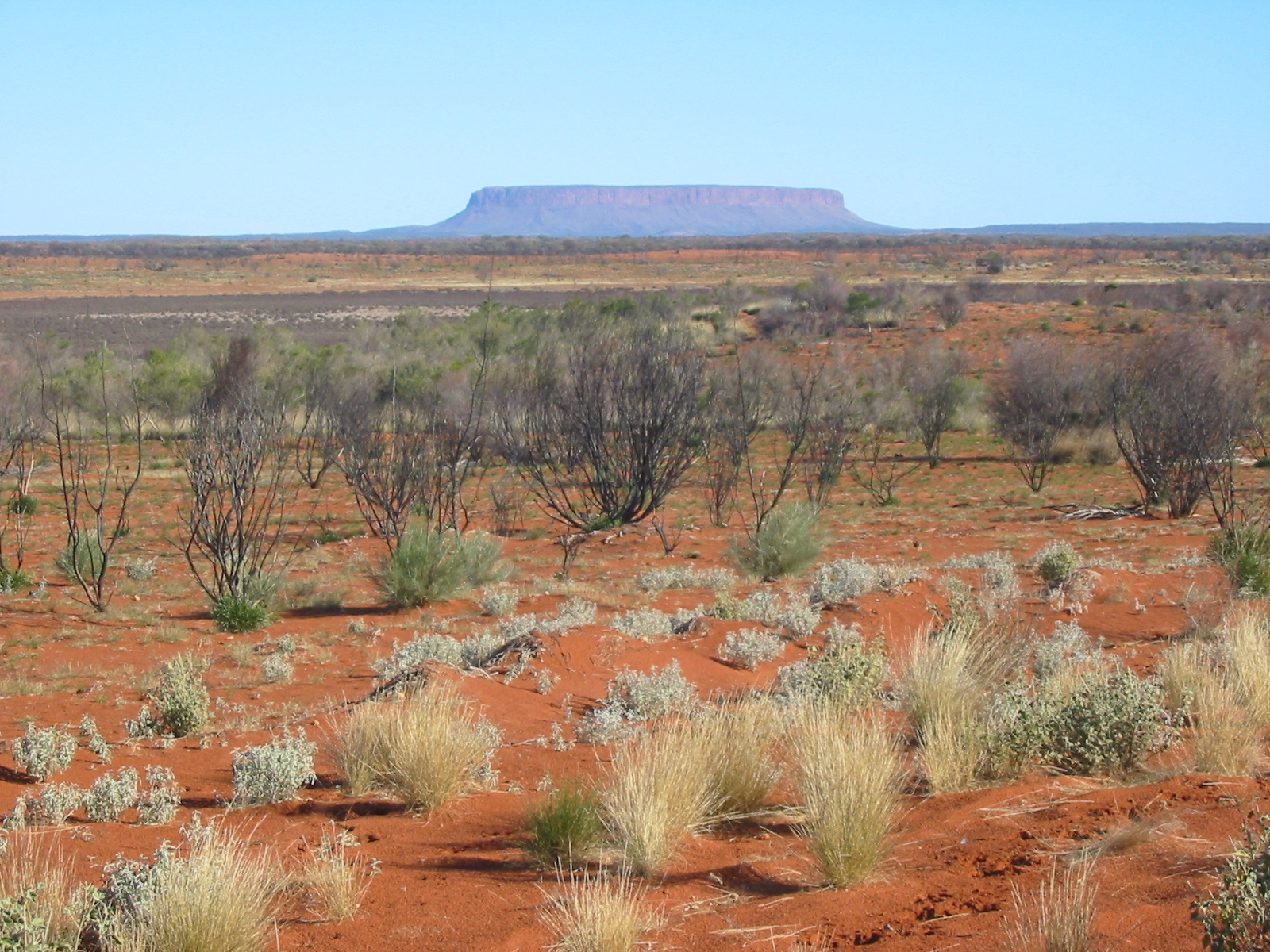
مونت کنر، آگوست ۲۰۰۳

بومیان استرالیا تقریباً از ۵۰ هزار سال پیش در آوت‌بک زندگی می‌کردند. هنگامی که اروپایی‌ها برای اولین بار در دهه ۱۸۰۰ وارد مرکز استرالیا شدند، بومیانی در تمام مناطق آوت‌بک، از جمله خشک‌ترین بیابان‌های آن، زندگی کردند. بسیاری از استرالیایی‌های بومی پیوندهای عمیق سنتی و فرهنگی با صحرای استرالیا دارند و امروزه از نظر قانونی به عنوان صاحبان اصیل و سنتی بخش‌های بزرگی از آوت‌بک شناخته می‌شوند.
امروزه از جمعیت ۳۰۰ هزار نفری بومیان استرالیا حدود ۱۷ درصدشان در آوت‌بک زندگی می‌کنند. بیشتر آن‌ها در مناطق ویژه اقوام بومی ساکنند. بومیان، یک و نیم درصد از کل جمعیت استرالیا را شامل می‌شوند.
برعکس مناطق کشاورزی و شهرهای بزرگ در امتداد سواحی استرالیا، جوامع بومی در مناطق دورافتاده آوت‌بک، مانند اراضی آنانگو پیتان‌تاتارا یانکونی‌تاتارا در شمال استرالیای جنوبی، به نسبت دست‌نخورده مانده‌اند و ساکنان آن جابجا نشده‌اند.
کل جمعیت آوت‌بک در استرالیا از ۷۰۰ هزار نفر در سال ۱۹۹۶ به ۶۹۰٬۰۰۰ نفر در سال ۲۰۰۶ کاهش یافته است. بیشترین کاهش در منطقه آوت‌بک شمالی بوده، در حالی که کیمبرلی و پیلبارا در همان بازه زمانی افزایش جمعیت داشته‌اند. نسبت جنسی ساکنان آوت‌بک ۱۰۴۰ مرد برای ۱۰۰۰ زن است.

## جانوران

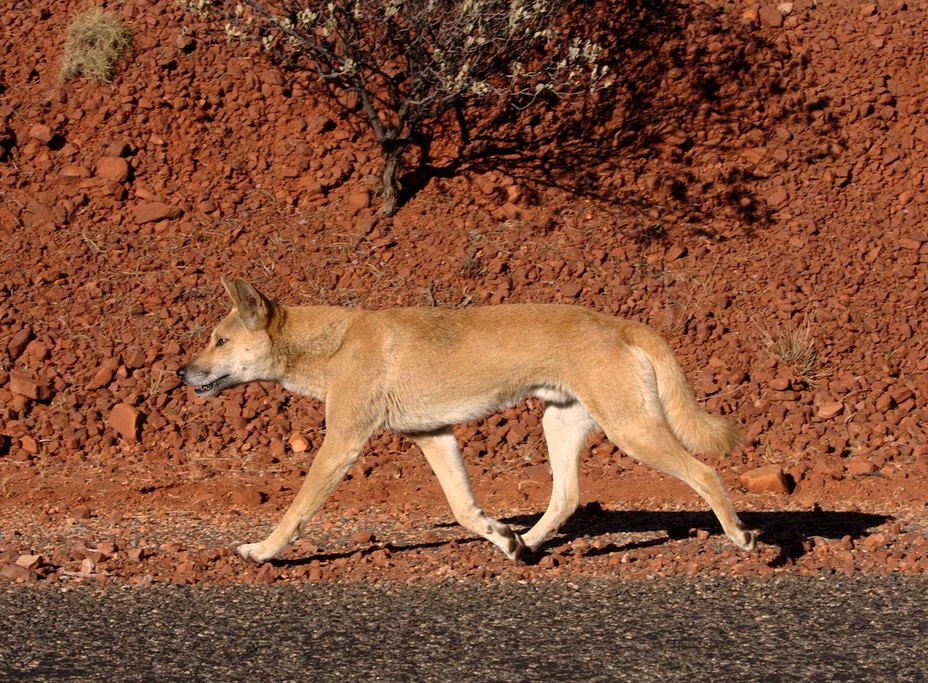
یک سگ در صحرای استرالیا

در صحرای استرالیا شمار زیادی از جانوران گونه‌های مختلف زندگی می‌کنند که به‌طور عادی از چشم مسافران عبوری دور می‌مانند. بسیاری از حیوانات منطقه، ازجمله کانگوروی قرمز و دینگو (سگ وحشی استرالیا) در گرمای روز برای خنک شدن در بیشه‌ها می‌مانند.
آوت‌بک زیستگاه شمار زیادی پرنده نیز هست که بیشتر آنها را می‌توان در صبحگاه و غروب در کنار چاله‌های آبگیر دید. مرغ عشق از پرنده‌هایی است که در این نواحی زیاد دیده می‌شود. شترمرغ استرالیایی، نوک‌روشن‌ها، طوطی‌کاکلی‌ها و طوطی‌کاکلی‌های سینه‌صورتی هم به‌شمار فراوان در صحرای استرالیا زندگی می‌کنند.
انواع مارها و مارمولک‌ها زمستان‌ها بر روی زمین‌های خشک و جاده‌های منطقه آفتاب می‌گیرند اما در تابستان‌ها دیده نمی‌شوند.
به خاطر خسارت زیادی که دینگوها به کشاورزی شرق استرالیا می‌زدند، در این کشور یکی از طولانی‌ترین سازه‌های جهان به نام حصار سگ ساخته شده که ۵۶۱۴ کیلومتر طول دارد و از ورود دینگوها به مناطق حاصلخیز شرق کشور جلوگیری می‌کند.
شماری از اسب‌های رمیده، شترها، خوک‌ها، روباه‌ها، گربه‌ها و خرگوش‌ها و دیگر حیوانات وارداتی به استرالیا در منطقه زادولد کرده و به توازن زیست‌بوم آوت‌بک آسیب می‌زنند و دولت این کشور کوشش و هزینه زیادی برای ریشه‌کن کردن آن‌ها انجام می‌دهد. اسب‌های رمیده در استرالیا به نام برامبی مشهورند.

## کانی‌ها
به غیر از کشاورزی و گردشگری، اصلی‌ترین فعالیت اقتصادی در این منطقه پهناور و پراکنده، معدن است. به دلیل فقدان تقریباً کامل کوه‌زایی و عدم تشکیل یخچال‌های طبیعی از دوره زمانی پرمین (در بسیاری از مناطق از زمان کامبرین)، صحرای استرالیا از نظر وجود سنگ آهن، آلومینیوم، منگنز و اورانیوم بسیار غنی است و همچنین حاوی ذخایر عمده‌ای از طلا، نیکل، مس، سرب و روی است.
به دلیل وسعت منطقه، ارزش افزوده دام‌داری و معدنکاری در آن قابل توجه است. عمده معادن صحرای استرالیا شامل معادن سنگ چشم گربه (اُپال) در کوبر پدی، لایتنینگ ریج و وایت کلیفز، و معادن فلزات در بروکن هیل، تننت کریک، الیمپیک دم و معدن دورافتاده چلنجر است. نفت و گاز در حوضه کوپر در حوالی مومبا استخراج می‌شود. در غرب استرالیا معدن الماس آرگایل در کیمبرلی بزرگ‌ترین تولیدکننده الماس طبیعی در جهان است و تقریباً یک سوم از منابع طبیعی جهان را به خود اختصاص داده است. اقتصاد منطقه پیلبارا در سیطره صنایع معدن و نفت است. بیشتر سنگ آهن استرالیا نیز در پیلبارا استخراج شده است و این منطقه همچنین یکی از معادن مهم منگنز جهان را دارد.